# La casa sull'argine
 La casa sull'argine è il primo romanzo dell'autrice italiana Daniela Raimondi, pubblicato nel 2020.
Ha costituito, assieme all'altra saga famigliare dei Florio, uno dei maggiori successi editoriali dell'anno d'uscita per l'Editrice Nord, arrivando a vendere oltre 130 000 copie.
Nel 2023 è uscito il secondo romanzo dell'autrice, Il primo sole dell'estate, che riprende diversi personaggi de La casa sull'argine.

## Trama
A Stellata, nell'anno 1800, il quarantacinquenne Giacomo Casadio incontra la giovane zingara Viollca, che leggendogli la mano capisce che si tratta dell'uomo della sua vita. Essa rimane presto incinta, così Giacomo e Viollca si sposano, nella disapprovazione delle rispettive famiglie. Nasce il loro figlio Acario, detto "Dollaro"; dopo qualche anno però il temperamento malinconico di Giacomo ha il sopravvento, e l'uomo finisce coll'impiccarsi. Viollca, che riprende in mano i tarocchi dopo lungo tempo, legge nelle carte che una sventura incombe sulla famiglia a causa di un'unione sbagliata che sarà provocata da una passione smodata.
Dollaro cresce col la capacità di parlare con i morti ma, come il padre, ha scarso successo con le donne; comunque, grazie ai maneggi di sua madre, riesce ad accasarsi con Domenica Procacci, una donna del paese che gli dà otto figli. Il loro primogenito, Achille, è un ragazzo molto curioso e intelligente che nel 1847, quando ha diciassette anni, si lascia infervorare da un discorso di Ugo Bassi, udito a Stellata, e partecipa ai moti del 1848-49. Viene catturato dopo la morte di Anita Garibaldi ed è condannato alla pena capitale per fucilazione, ma il plotone d'esecuzione, impietosito dalla sua giovane età, lo colpisce in punti non letali e Achille sopravvive, al prezzo della perdita di una mano. Viene nascosto nel convento femminile della Visitazione di Bologna, dove una novizia di nome Angelica si prende cura di lui. Dopo la sua guarigione, Achille è ospitato da un cugino di suo padre sui colli bolognesi, dove contribuisce a prendersi cura dei bachi da seta. Angelica, che ha lasciato il convento, va a fargli visita ogni settimana, ma Achille la rifiuta, pensando che la sua menomazione e la sua condizione di fuorilegge siano ostacoli insormontabili. Alla fine però si ricrede e si sposa con la giovane; dopo la formazione del Regno d'Italia si stabiliscono a Stellata, dove Achille coltiva velleità da inventore, mentre Angelica diventa ostetrica. Hanno cinque figli: Ugo, Anita, Menotti, Giuseppe ed Edvige. Ugo si fa sacerdote gesuita e poi missionario, mentre Edvige, donna di grande bellezza, diventa l'amante di Umberto Cavalli, marito di sua cugina Marta. Un giorno, Umberto lascia due dei suoi figli avuti dalla moglie in riva al Po mentre si apparta con Edvige; i bambini affogano nel fiume e per tutta la vita Edvige se ne sentirà responsabile, dando la colpa ai troppi romanzi d'amore che aveva letto.
Dopo la morte di Achille, la casa di Stellata (detta "della Fossa" per il vicino scavo che divide il territorio ferrarese da quello mantovano) è ereditata da Giuseppe, sposato con Armida, una donna di grande senso pratico, che nel 1909 dà alla luce, durante una forte grandinata estiva, la loro ultimogenita, Natalia detta Neve. Il loro primogenito  Erasmo muore durante la prima guerra mondiale. Nel 1925 Neve, andando alla scuola serale che è stata aperta a Stellata, fa la conoscenza di Radames Martiroli, apprendista fornaio di due anni più vecchio. I due ragazzi si piacciono; Neve resta incinta e il matrimonio deve celebrarsi in gran fretta. Poco dopo parte per il Brasile l'altra sorella Adele, che ha avuto una storia con un uomo sposato di Bondeno e che ha accettato di sposare Rodrigo Schiavon, il ricco proprietario di una piantagione di caffè di cui le ha scritto suo zio Ugo. Neve dà alla luce due gemelli, che vengono chiamati Guido e Rodolfo (detto Dolfo).
I primi tempi di Adele nella fazenda di Rodrigo a Cachoeira Grande non sono facili, anche per l'apparente freddezza mostratale da un marito che non conosce. Viene poi a sapere, in parte dallo zio Ugo e in parte da Núbia Vergara, una servitrice di colore che diventa sua amica e confidente, che Rodrigo anni prima ha molto sofferto perché suo fratello Antonio gli aveva strappato l'amatissima fidanzata Heléna.
Adele rimane incinta due volte, ma in ambo i casi le gravidanze si concludono senza successo. Per recuperare un'intesa, Rodrigo fa con lei un lungo viaggio nel nord del Brasile, portandola a vedere Salvador de Bahía e il Rio delle Amazzoni. In seguito a ciò, nel 1930 nasce alla coppia una figlia, Maria Luz. L'anno prima Neve ha dato alla luce un bambino, Vittorio, che muore subito dopo la nascita e di cui onorerà sempre il ricordo, anche dopo i figli successivi.
L'ascesa al potere del dittatore Getúlio Vargas provoca un cambiamento nella politica economica del Brasile, che decide di puntare sull'industria più che sulle monoculture. Rodrigo si trova perciò in difficoltà finanziarie e, avendo criticato apertamente il nuovo regime, viene picchiato a morte. Adele vorrebbe vendere la tenuta anche a un prezzo inferiore al suo valore reale, ma alla fine decide di tenerla per continuare l'operato del marito.
Nel 1936 Nellusco e Pasquino Casadio, fratelli di Neve, che hanno sposato due sorelle di Radames ma non hanno avuto figli, propongono alla sorella e al cognato di adottare ognuno uno dei loro figli, che nella loro famiglia fanno la fame. Radames rifiuta sdegnosamente; tuttavia, per migliorare le proprie condizioni economiche, firma un contratto per andare in Africa orientale per due anni a costruire strade. In un periodo di vacanza a casa, Neve concepisce altri due gemelli. È tentata di abortire, ma la levatrice a cui si rivolge le dice che la gravidanza è progredita troppo. Dopo il suo ritorno definitivo, Radames, che si è messo a fare il rigattiere, è coinvolto in un incidente stradale che gli lascia una gamba rigida. Stavolta accetta le richieste di Nellusco e Pasquino, tornati alla carica. Da allora, spinto più che altro dal risentimento verso i cognati benestanti, matura opinioni politiche comuniste, mentre al contrario Neve si rifugia nella religione. Essi, con ciò che rimane della loro famiglia, si trasferiscono nel centro di Stellata , dopo aver acquistato una casa adiacente all'argine del Po.
Luciana, un'amica di Neve figlia di un'agiata bottegaia, nel 1942 sposa Attilio Coppi, un bellimbusto di Ferrara col vizio del gioco, che si rivela un marito violento e possessivo. Un giorno Radames, avendo visto in che stato Attilio ha ridotto sua moglie, va al bar per dargli una lezione, ma Attilio e i suoi amici fascisti hanno la meglio. Il ricco ebreo Samuele Modena, che ha assistito alla scena, mostra la sua disapprovazione; Attilio guida allora una spedizione punitiva in casa Modena nella quale Samuele trova incidentalmente la morte.
Nel 1944, Guido riceve la cartolina per l'arruolamento delle forze della Repubblica Sociale Italiana (mentre Dolfo era stato riformato per una forte miopia) ma fugge di casa con l'intenzione di unirsi ai partigiani. Poco dopo il suo arrivo in una Brigata Garibaldi, viene catturato e tradotto nel carcere di Brescia, da cui viene poi liberato da partigiani travestiti da repubblichini. Un'esperienza che lo segna è quella di uccidere un soldato tedesco in fuga che aveva rifiutato di arrendersi.
Dopo la Liberazione, Dolfo partecipa all'esecuzione sommaria di Attilio, che stava fuggendo da Stellata, e Guido fa ritorno a casa; i due fratelli conoscono due giovani di Caposotto di Sermide che sposano poco dopo, trasferendosi nel paese delle loro mogli. Ad entrambi nel 1947 nasce una figlia: Norma da  Guido e Donata da Dolfo. Quest'ultimo nel 1950 si trasferisce con la sua famiglia a Viggiù, in provincia di Varese, e invita anche il fratello a raggiungerlo, cosa che dopo molte titubanze compie nel 1954. Le bambine s'inseriscono meglio delle rispettive madri nella nuova comunità; Dolfo prova a fare il contrabbandiere, ma deve rinunciarvi perché la sua vista corta gli è d'ostacolo. I legami con i parenti di Stellata rimangono comunque stretti, poiché ogni estate le famiglie dei due gemelli vi passano le vacanze. In una di queste occasioni Donata ritrova i tarocchi di Viollca e inizia a giocarvi.
Dopo l'invasione sovietica dell'Ungheria, Guido, disilluso, abbandona ogni militanza politica, mentre Dolfo, al contrario, difende a spada tratta la linea del Partito Comunista Italiano. Donata, crescendo, si spinge ancora più a sinistra del padre, mentre a Norma la politica non interessa. Donata partecipa ai moti universitari del 1968 all'Università Statale di Milano; qui ha un incontro-scontro con Stefano Lorenzi, un giovane assistente volontario di filosofia. Tra i due sboccia l'amore; Donata non sa però che Stefano è il figlio di un magistrato che ha condannato diversi attivisti di estrema sinistra. Dopo  la strage di piazza Fontana, Donata abbandona Stefano e si mette a lavorare da operaia a Sesto San Giovanni; per ordine del partitino di cui fa parte, sposa un membro della sua cellula, Gino Taxi. Nel 1973 questi è arrestato e rischia quindici anni di carcere per aver sparato a un poliziotto; Donata confida a Norma di essere disperata perché la sua vita matrimoniale è stata un inferno e perché si è scoperta incinta. Stefano tenta un riavvicinamento e l'invita nella sua casa al mare di Santa Margherita Ligure; Donata sfrutta queste informazioni per organizzare un attentato al giudice Lorenzi, ma viene invece colpito a morte suo figlio, che secondo quanto convenuto avrebbe dovuto trovarsi alla stazione di Genova a prelevare Donata ma all'ultimo momento aveva cambiato programma. Per il rimorso, Donata si getta nel Naviglio; nel momento della morte le appare il fantasma di Viollca che la trascina sul fondo.
Nel 1974 Adele, sentendosi prossima alla fine, decide di tornare in Italia per rivedere i parenti. Sua zia Edvige, ormai centenaria, rappresenta la memoria storica della famiglia e ha oscuri presagi di morte, che coinvolgono anche Neve e Radames, sempre intenti a bisticciare. Nonostante sia tentata di restare a Stellata, decide di far ritorno al posto al quale ormai appartiene, in Brasile.
Nel 2013, poco dopo la morte di Guido, Norma, in procinto di vendere la casa sull'argine dove il padre era tornato a vivere dopo essere andato in pensione, riprende in mano gli oggetti che vi si erano accumulati, ognuno collegato ad un particolare ricordo.

## Personaggi
- Giacomo Casadio (1754-1808)[4]: il capostipite della famiglia, primo rappresentante dell'indole sognatrice che l'attraversa. Ha la velleità di costruire una grande "arca" che possa navigare in Po, ma nessuno dei suoi esperimenti è coronato dal successo. Sposa Viollca, la prima donna con cui abbia costruito un legame.
- Viollca Toska (1777-1862): zingara appartenente a un clan stabilitosi a Stellata, moglie di Giacomo. Le capacità sensitive di parte dei suoi discendenti provengono da lei. Dopo il matrimonio continua a esercitare in segreto pratiche magiche e divinatorie.
- Acario Casadio detto Dollaro (1800-1891): figlio di Giacomo e Viollca. Appartiene al lato sensitivo della famiglia.
- Domenica Procacci (1810-1852): moglie di Dollaro.
- Achille Casadio (1830-1905): figlio di Dollaro e Domenica.  Appartiene al lato sognatore della famiglia.
- Angelica Solera (1832-1908): prima novizia, poi moglie di Achille.
- Alfonso: cugino di Dollaro che dà ricetto ad Achille durante la sua latitanza.
- Ugo Casadio (1851-1933): figlio primogenito di Achille e Angelica, sacerdote.
- Anita e Menotti Casadio: figli (secondogenita e terzogenito) di Achille e Angelica.
- Giuseppe Casadio (1870-1948): figlio quartogenito di Achille e Angelica.
- Armida Faini (1879-1942): moglie di Giuseppe.
- Edvige Casadio (1874-1975): figlia quintogenita di Achille e Angelica. Diventa l'amante di Umberto Cavalli, marito della cugina Marta, suggestionata dalle storie di amore romantico che aveva letto sui libri; dopo la morte dei figli di Marta e Umberto, di cui si sente responsabile, fa voto di non leggere più romanzi. In vecchiaia si appassiona però agli sceneggiati trasmessi dalla Rai.
- Adele Casadio (1895-1975): figlia primogenita di Giuseppe e Armida.
- Rodrigo Schiavon (1889-1932): marito di Adele, nato in Brasile da emigrati italiani.
- Maria Luz Schiavon (1930-2002): unica figlia sopravvissuta di Adele e Rodrigo. Coltiva ambizioni artistiche, assecondate dalla madre. Sposa un uomo pretenzioso col quale fa degli investimenti sbagliati, per ripagare i quali deve svendere la sua parte di eredità della fazenda paterna.
- Núbia Vergara: donna brasiliana, servitrice e confidente di Adele.
- Erasmo Casadio (1894-1916): figlio secondogenito di Giuseppe e Armida, morto nella Grande Guerra.
- Nellusco, Pasquino e Amelia Casadio: figli di Giuseppe e Armida.
- Natalia Casadio detta Neve (1909-1974): figlia ultimogenita di Giuseppe e Armida. In gioventù si presenta come una ragazza moderna e alla moda.
- Radames Martiroli (1907-1975): marito di Neve. Prima garzone di fornaio, poi costruttore di strade in Africa, quindi rigattiere.
- Anselmo Martiroli (1882-1958): padre di Radames, grande appassionato di musica lirica.
- Sofia Bianchi (1890-1978): moglie di Anselmo e madre di Radames.
- Mimì e Violetta Martiroli: figlie di Anselmo e Sofia, che sposano rispettivamente Nellusco e Pasquino.
- Guido Martiroli (1926-2012): primo figlio di Radames e Neve assieme al gemello Dolfo. Mostra una forte predisposizione per il canto lirico.
- Elsa Negri (1926): moglie di Guido.
- Rodolfo Martiroli detto Dolfo: figlio di Radames e Neve, fratello gemello di Guido.
- Zena Bellini (1926-2001): moglie di Dolfo.
- Vittorio Martiroli (1929-1929): figlio di Radames e Neve, morto poco dopo la nascita.
- Noemio Martiroli (1932-2008): figlio di Radames e Neve.
- Vasco e Clara Martiroli (1938): gemelli figli di Radames e Neve, adottati dagli zii.
- Decimo Martiroli (1941): figlio ultimogenito di Radames e Neve.
- Luciana: amica di Neve fin dai tempi della scuola serale, figlia di una commerciante di generi alimentari di Stellata. Sposa Attilio Coppi; rimasta vedova, intreccia una relazione lesbica con una maestra di ballo.
- Attilio Coppi: marito di Luciana, proveniente dalla città. È un uomo vizioso e possessivo.
- Samuele Modena: il più ricco abitante di Stellata, di religione ebraica. Rimane ucciso in una spedizione punitiva organizzata da Attilio Coppi.
- Norma Martiroli (1947): figlia di Guido ed Elsa. Ha una passione per la pittura, che trascura dopo gli studi magistrali per dedicarsi all'insegnamento. È la narratrice dell'epilogo.
- Donata Martiroli (1947-1973): figlia di Dolfo e Zena. È la prima esponente della famiglia nella quale si mescolano i capelli neri (della parte "sensitiva") e gli occhi chiari (della parte ("sognatrice").
- Linda: padrona di casa dei Martiroli a Viggiù finché questi non si costruiscono una propria abitazione. È una donna di mezza età sempre perfettamente vestita e truccata, che ha un buon rapporto con Norma, di cui si occupa durante le assenze della madre di lei.
- Stefano Lorenzi: trentenne assistente di filosofia, amante di Donata.
- Gino Taxi: compagno di lotte politiche, poi anche marito di Donata. Deve il suo soprannome alla professione di tassista.
- Nena Casini: donna di Stellata, barcaiola e pescatrice di storioni.

## Stile
La commistione di elementi realistici e soprannaturali è stata accostata al realismo magico che spesso si ritrova nella letteratura latinoamericana, come riconosce la stessa autrice.

## Edizioni
- Daniela Raimondi, La casa sull'argine : la saga della famiglia Casadio, collana Narrativa, n. 801, Milano, Nord, 2020, ISBN 978-88-429-3290-1.
- Daniela Raimondi, La casa sull'argine : la saga della famiglia Casadio, Milano, Mondolibri, 2020.
- Daniela Raimondi, La casa sull'argine : la saga della famiglia Casadio, collana Narrativa best seller, Milano, TEA, 2023, ISBN 978-88-502-6657-9.
- Daniela Raimondi, La casa sull'argine : la saga della famiglia Casadio, collana Eroine. Storie di coraggio e passione, n. 2, allegato a Corriere della Sera e Oggi, Milano, RCS, 2024.